# Georg Gottlieb Schmidt
Georg Gottlieb Schmidt (* 17. Juni 1768 in Zwingenberg, Hessen; † 8. Oktober 1837 in Gießen) war ein deutscher Mathematiker und Physiker.

## Leben
Schmidt war bis zu seinem Tod 1837 ordentlicher Professor für Mathematik und Physik an der Universität Gießen und zählte zu den bekanntesten Experimentalphysikern im deutschsprachigen Raum. Er befasste sich vor allem mit der Bestimmung mechanischer und thermischer Eigenschaften von Gasen, weshalb er von seinen Studenten den Beinamen „Luftschmidt“ erhielt.
Georg Gottlieb war Sohn einer hessischen Beamtenfamilie, sein Vater war Friedrich Theophil Schmidt (1724–1796), Regierungsrat in Darmstadt. Er studierte 1784 zunächst in Gießen, dann ab 1785 in Göttingen bei Abraham Gotthelf Kästner und Georg Christoph Lichtenberg. Zur Promotion und Habilitation kam es jedoch wegen einer Krankheit nicht. Dennoch erhielt der 21-jährige 1789 durch die Empfehlung Lichtenbergs eine außerordentliche Professur für Mathematik in Gießen und übernahm 1790 das Ordinariat für Mathematik. Für die ersten physikalischen Vorlesungen im Wintersemester 1790 begründete er aus eigenen Mitteln das physikalische Kabinett, das 1817 in den Besitz der Universität überging. Außerdem wurde er 1801 Leiter des astronomischen Observatoriums der Universität Gießen. Im Rahmen des 200-jährigen Jubiläums der Universität 1807 wurde Schmidt mit der Dissertation Ueber den Einfluß der Excentricität der Alhidadenregel bei einem Winkelmesser promoviert, die Feierlichkeiten fanden wegen der Kriegsunruhen jedoch erst 1808 statt.
Schmidt genoss für seine Arbeit wissenschaftliches Ansehen über die Landesgrenzen hinweg, nahm jedoch Berufungen an die Universitäten Greifswald (1801) und Heidelberg (1812) nicht an. Mit dem Tod des bisherigen Lehrstuhlinhabers Karl Wilhelm Christian von Müller erhielt Schmidt am 14. April 1817 erstmals eine ordentliche Professur für Physik an der Philosophischen Fakultät. Wegen seines schlechten Gesundheitszustandes war Schmidt zuletzt von Verwaltungstätigkeiten befreit und konnte Vorlesungen abgeben, die sein späterer Nachfolger Heinrich Buff in den 30er Jahren übernahm. Mit Schmidts Tod 1837 wurde die Physik außerdem von der Mathematik getrennt, den mathematischen Lehrstuhl übernahm Hermann Umpfenbach.
Über seinen älteren Bruder Wilhelm Theophil Schmidt (1756–1819), hessischer Geheimer Referendär, war er ein Onkel des Generalmajors Georg Franz Schmidt (1791–1857).

## Ehrungen
- 1808: korrespondierendes Mitglied der Akademie der Wissenschaften zu Göttingen sowie der Bayerischen Akademie der Wissenschaften
- 1823: Ritterkreuz des Großherzoglichen Hessischen Haus- und Verdienstordens
- 1830: Geheimer Finanzrat
- 1836: Geheimer Oberfinanzrat

## Werke (Auswahl)
- Über den Einfluß der Excentricität der Alhidadenregel bei einem Winkelmesser. Dissertation, Universität Giessen 1807.